# 국도 제19호선 (일본)
국도 제19호선(일본어: 国道19号)은 일본 아이치현 나고야시 아쓰타구부터 나가노현 나가노시에 이르는 총 연장 272.6km, 현도 265.7km의 구간을 가진 일본의 일반 국도이다.

## 주요 경유지
- 아이치현
  - 나고야시 (아쓰타구 - 나카구 - 히가시구 - 기타구 - 모리야마구) - 가스가이시

- 기후현
  - 다지미시 - 도키시 - 미즈나미시 - 에나시 - 나카쓰가와시

- 나가노현
  - 기소군 (나기소정 - 오쿠와촌 - 아게마쓰정 - 기소정 - 기소촌) - 시오지리시 - 마쓰모토시 - 아즈미노시 - 히가시치쿠마군 이쿠사카촌 - 오마치시 - 나가노시